# Mediosetiger microcephala
Mediosetiger microcephala är en tvåvingeart som beskrevs av Barraclough 1983. Mediosetiger microcephala ingår i släktet Mediosetiger och familjen parasitflugor. Inga underarter finns listade i Catalogue of Life.